# Manuzar
El Manuzar fue uno de los primeros barcos a vapor que llegó a Bilbao en 1851. Inicialmente tuvo otro nombre, Ibaizábal.

## Historia
Fue adquirido en Burdeos por Joaquín de Mazarredo en 1851. Se movía con paletas adosadas a sus costados. Se dedicaba al transporte de pasajeros entre Bilbao y Portugalete, aunque realizaba también paradas intermedias. En 1858 estaba ya casi inservible, por lo que se compró otro barco (Nervión) y dejó de usarse el Manuzar.
Estaba pintado en verde y tenía un toldo bajo en el que se solían proteger las mujeres. Transportaba 60 pasajeros en la cámara de proa  y 100 pasajeros en la de popa. Ya obsoleto, los jóvenes pasaron a denominar el barco como Manuzar. El vapor salía del embarcadero del Arenal bilbaíno por la mañana y realizaba el viaje en una o dos horas, para regresar a la tarde. El precio era de cuatro reales en la cubierta de popa y tres en la de proa.